# Opicinus de Canistris
 (février 2021).
Opicinus de Canistris, né le 24 décembre 1296 à Lomello près de Pavie et mort vers 1353 à Avignon, est un prêtre, écrivain et artiste italien. Son œuvre, redécouverte progressivement au cours du XXe siècle, consiste principalement en deux manuscrits illustrés conservés à la bibliothèque apostolique vaticane. Elle fait l'objet d'interprétations contradictoires. Si certains chercheurs le cantonnent dans la catégorie d'un artiste psychotique (E. Kris, M. Laharie, G. Roux), d'autres travaux tentent d'en donner une vision plus complexe (V. Morse, K. Whittington, S. Piron).

## Biographie
La vie d'Opicinus est surtout connue par ses écrits et dessins, car son œuvre constitue une vaste autobiographie, qu’il convient de décoder.

### En Italie septentrionale (1296 - 1329)
Opicinus de Canistris naît à Lomello (en Lombardie, près de Pavie) le 24 décembre 1296. Sa famille, bien connue à Pavie, appartient au camp des guelfes opposés aux gibelins.
À partir de six ans, il suit les cours de différents maîtres d'école. Puis il étudie de manière classique les arts libéraux et acquiert progressivement une formation éclectique à caractère encyclopédique. Il montre un intérêt précoce pour le dessin. Il occupe quelques emplois temporaires pour aider matériellement sa famille, notamment de précepteur auprès de familles nobles.
La prise de Pavie par les gibelins le 8 octobre 1315 oblige la famille de Canistris à s’exiler à Gênes pendant trois ans. Opicinus perd alors son père et un de ses jeunes frères. À Gênes, il est engagé comme apprenti dans un atelier d’enluminure, ce qui lui donne l'occasion d'observer des manuscrits théologiques. Il a peut-être l’occasion de voir les premières « cartes marines » (appelées à tort « portulans »).
Revenu à Pavie en 1318, Opicinus devient clerc de la cathédrale, où il suit des cours de théologie. À partir de 1319, il écrit des traités religieux. Il est ordonné à Parme le 27 février 1320 et obtient en 1323 une modeste cure à Pavie (Santa Maria Capella).
En 1328, après avoir rédigé un traité affirmant la supériorité du pape sur l'empereur (De preeminentia spiritualis imperii), il s'enfuit de Pavie, occupé par les armées de Louis de Bavière et trouve refuge à Valenza en Piémont.

### À Avignon (1329 – vers 1353)
Parvenu à Avignon (avril 1329) où se trouve alors la cour pontificale, Opicinus nourrit à nouveau des ambitions, avec l'aide d'un réseau guelfe lombard. Il se fait remarquer par le pape Jean XXII et écrit plusieurs traités, dont le De laudibus civitatis Papiensis, description de la ville de Pavie réalisée de mémoire.
Il obtient un poste de scribe à la Pénitencerie apostolique le 4 décembre 1330. Mais cette nomination est contestée par le nouvel évêque de Pavie qui lui intente un procès devant la Rote romaine.
Le 31 mars 1334, Opicinus est victime d'une "maladie" dont il émerge au bout d’une quinzaine de jours. Les descriptions qu'il en fait (léthargie, paralysie du bras droit temporaire, amnésie) peuvent laisser place à différentes interprétations, sans atteindre de certitude: "bouffée délirante" et "psychose". Il accomplit une tournée de pèlerinages dans les sanctuaires de la région (Sainte-Baume, Tarascon). En 1335, il commence à dessiner, notamment des cercles et des cartes, sur différents supports. Ses premières grandes planches sur parchemin du Palatinus latinus 1993 peuvent être datées de la fin 1335. Au cours de l'année 1337, il tient un registre personnel, le Vaticanus latinus 6435.
Il meurt après l’élection du pape Innocent VI, en 1352. En août 1355, un juriste originaire d'un village proche de Pavie, sans doute son logeur, s'acquitte du droit de dépouilles des biens laissés par Opicinus.

## Œuvre

### Les écrits antérieurs à 1334
- 1319 : Liber metricus de parabolis Christi ;
- 1320 : De decalogo mandatorum ;
- 1322 : traités religieux ;
- 1324 : Libellus dominice Passionis secundum concordantiam IIII evangelistarum ;
- 1329 : De paupertate Christi, De virtutibus Christi, Lamentationes virginis Marie, De preeminentia spiritualis imperii ;
- 1330 : Tractatus dominice orationis, Libellus confessionis, De laudibus Papie ;
- 1331 : Tabula ecclesiastice hierarchie ;
- 1332 : De septiloquio virginis Marie ;
- 1333 : De promotionibus virginis Marie.

Il s’agit de traités dépourvus de dessins et connus de l’entourage de l’auteur. Seuls le De preeminentia spiritualis imperii (La primauté du pouvoir spirituel) et le De laudibus Papie (Éloge de Pavie) nous sont parvenus sous forme de copies.

### L’œuvre postérieure à 1334
Elle se compose de deux manuscrits dépourvus de titre, écrits et dessinés par Opicinus à l’insu de son entourage. Sans doute récupérés au titre du droit de dépouille, les originaux sont aujourd’hui conservés à la Bibliothèque apostolique vaticane ; ils n'ont jamais été commentés avant le XXe siècle.

#### Le manuscritVaticanus latinus6435
Opicinus l'a rédigé entre juin et novembre 1337 et y a ensuite inséré des addita (le dernier en décembre 1352). Identifié par Roberto Almagià pendant la Deuxième Guerre mondiale, ce manuscrit a fait l’objet d’une édition-traduction complète par Muriel Laharie, médiéviste, et de diverses études par Guy Roux, psychiatre, en 1997. Leur interprétation est cependant contestée, notamment par un livre de l'historien Sylvain Piron qui pointe des contresens et des erreurs de traduction.
Le Vaticanus se présente sous la forme d’un codex de papier de 87 folios, avec seulement des textes écrits dans la première moitié, des textes et des dessins (à base souvent cartographique) dans la deuxième moitié. L’ensemble est très dense. Ce codex s’apparente à un journal rédigé dans l’ordre chronologique. Ses cartes anthropomorphes en couleurs du bassin méditerranéen, précises et curieusement agencées, mettent en scène des personnages, des monstres et des animaux.

#### Le manuscritPalatinus latinus1993
Identifié en 1913 par Fritz Saxl, ce manuscrit a fait l’objet d’une étude de Richard Salomon publiée en 1936, qui contient une édition partielle du document et un commentaire. Il est composé de 52 grandes planches en couleurs, réalisées sur parchemin (utilisées le plus souvent au recto comme au verso) et couvertes de notes. M. Laharie et G. Roux affirment que le Palatinus est postérieur au Vaticanus. En réalité, seules deux planches sont tardives, datées de 1350 et liées au jubilé proclamé cette année. L'essentiel des autres planches paraît remonter aux années 1335-1336, comme le pensait déjà R. Salomon ; elles sont donc antérieures au Vaticanus[réf. nécessaire]. Les dessins sont extrêmement complexes, comprenant une majorité de cercles ou ellipses garnis de citations bibliques, de calendriers et de séries variées de symboles (signes du zodiaque, planètes, prophètes, apôtres, métaux etc) ; une carte, complète ou embryonnaire, sous-tend fréquemment le dessin ; des personnages, parfois emboîtés les uns dans les autres, complètent le dispositif.

## Galerie

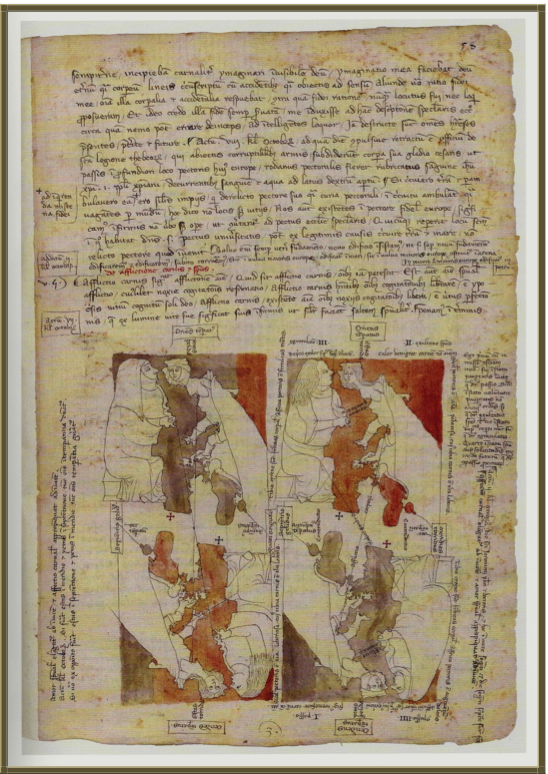
Vat. lat. 6435, fol. 58r
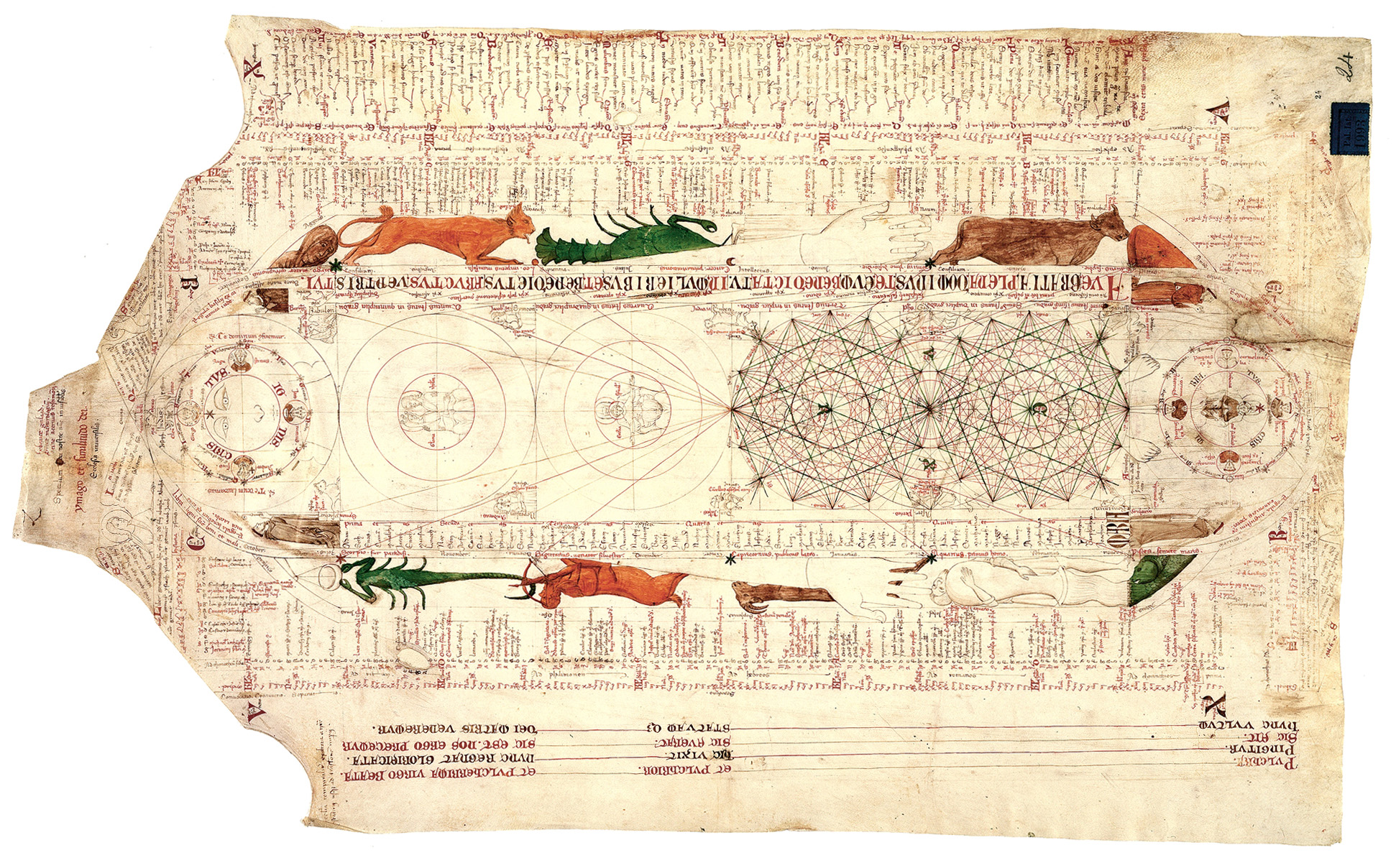
Diagramme avec les signes du zodiaque.
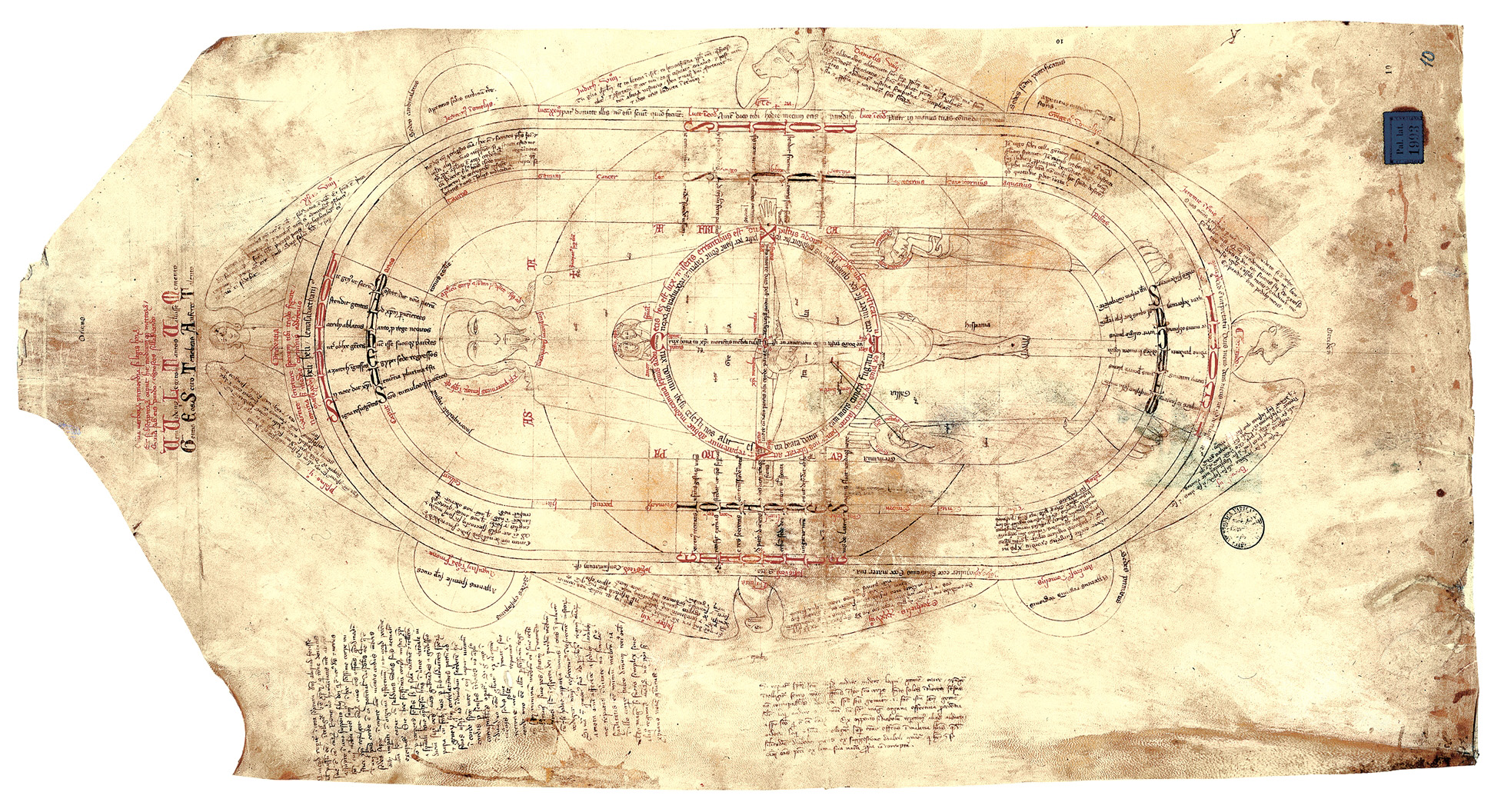
Diagramme avec crucifixion.